# فيليب دو فيلييه
فيليب دو فيلييه (بالفرنسية: Philippe de Villiers) (و. 1949 – م) هو سياسي من فرنسا .
وهو عضو في الاتحاد من أجل الديمقراطية الفرنسية .
سبق له الفوز بجائزة كومبور شاتوبريان.

## التعليم
تعلم في المدرسة الوطنية للإدارة، ومعهد الدراسات السياسية بباريس.

## روابط خارجية
- فيليب دو فيلييه على موقع IMDb (الإنجليزية)
- فيليب دو فيلييه على موقع قاعدة بيانات الفيلم (الإنجليزية)